# Sounds of a Playground Fading
| Оценки критиков     | Оценки критиков |
| Источник            | Оценка          |
| ------------------- | --------------- |
| Kerrang!            | [ 1 ]           |
| Metal Hammer        | [ 2 ]           |
| Metal Storm         | [ 3 ]           |
| Sputnikmusic        | [ 4 ]           |
| The Tune            | (2.8/5)         |
| Under The Gun       | [ 6 ]           |
| Metalholic          | [ 7 ]           |
| Metal Underground   | [ 8 ]           |
| Heavy Blog Is Heavy | [ 9 ]           |
| Allmusic            | [ 10 ]          |

Sounds of a Playground Fading — десятый студийный альбом группы In Flames, вышедший 15 июня в Швеции и 20 июня в остальных странах Европы 2011 года.
5 октября 2010 года группа сообщила о том, что на следующей неделе музыканты начинают предварительную подготовку к записи нового альбома. Согласно предварительным планам, со следующей недели музыканты отправятся в студию IF, где будет проходить запись альбома до начала 2011 года. Это будет первый альбом коллектива, который они записали после ухода Еспера Стрёмблада, который ушёл из группы в феврале 2010 года.
31 октября 2010 года группа объявила о том, что «почти закончила предварительную подготовку» материала к новому альбому и готовится приступить к его непосредственной записи в собственной студии в Гётеборге.
5 ноября 2010 года музыкальный коллектив приступили к записи своего десятого студийного альбома в студии IF Studios в Гётеборге (Швеция). Продюсер альбома Роберто Лаги ранее принимал участие в записи предыдущего альбома, A Sense of Purpose.
24 января 2011 года стало известно, что группа закончила запись альбома и начала его сведение. На следующий день группа объявила предварительное название Sounds Of A Playground Fading и дату выхода — 13 мая.
Лидер In Flames Андерс Фриден в одном из интервью сообщил, что выход альбома запланирован на май 2011 года. Альбом будет включать 13 композиций.
13 апреля 2011 года группа сообщила, что альбом выйдет в июне, и опубликовала обложку и трек-лист своего нового альбома.
Также на песни «Deliver Us» и «Where The Dead Ships Dwell» были сняты клипы.

## Список композиций
| №                   | Название                        | Длительность |
| ------------------- | ------------------------------- | ------------ |
| 1.                  | «Sounds of a Playground Fading» | 4:44         |
| 2.                  | «Deliver Us»                    | 3:31         |
| 3.                  | «All for Me»                    | 4:31         |
| 4.                  | «The Puzzle»                    | 4:34         |
| 5.                  | «Fear Is the Weakness»          | 4:07         |
| 6.                  | «Where the Dead Ships Dwell»    | 4:27         |
| 7.                  | «The Attic»                     | 3:18         |
| 8.                  | «Darker Times»                  | 3:25         |
| 9.                  | «Ropes»                         | 3:42         |
| 10.                 | «Enter Tragedy»                 | 3:59         |
| 11.                 | «Jester’s Door»                 | 2:38         |
| 12.                 | «A New Dawn»                    | 5:52         |
| 13.                 | «Liberation»                    | 5:10         |
| Общая длительность: | Общая длительность:             | 53:58        |

| №   | Название                            | Длительность |
| --- | ----------------------------------- | ------------ |
| 14. | «Deliver Us (Instrumental version)» | 3:31         |

| №   | Название                         | Длительность |
| --- | -------------------------------- | ------------ |
| 1.  | «Deliver Us» (Music Video)       | 3:31         |
| 14. | «Darker Times (Eagleclaw Remix)» | 5:45         |

| №  | Название                                                    | Длительность |
| -- | ----------------------------------------------------------- | ------------ |
| 1. | «Recording 'Sounds Of A Playground Fading'» (Studio report) | 27:28        |

| №   | Название                                                             | Длительность |
| --- | -------------------------------------------------------------------- | ------------ |
| 14. | «Darker Times (Eagleclaw Remix)»                                     | 5:45         |
| 15. | «The Puzzle (Big Chocolate Remix)»                                   | 3:43         |
| 16. | «Where the Dead Ships Dwell (Casper Remix)»                          | 4:05         |
| 17. | «Where the Dead Ships Dwell (The Qemists Remix)»                     | 5:12         |
| 18. | «Where the Dead Ships Dwell (Kristof Bathory - Dawn of Ashes Remix)» | 4:46         |

## Участники записи

### In Flames
- Андерс Фриден — вокал
- Бьорн Гелотте — ритм и соло гитара
- Питер Иверс — бас-гитара
- Даниэль Свенссон — ударные

### Приглашённые участники
- Örjan Örnkloo — клавишные и программирование[14]

## Места в чартах
- Германия: #1
- Швеция: #2
- Австрия: #6
- Норвегия: #10
- Дания: #25
- Бельгия: #55
- Billboard: #27[15].